# Rivière Opinaca
Der Rivière Opinaca ist ein 320 km langer rechter Nebenfluss des Rivière Eastmain in der kanadischen Provinz Québec.

## Flusslauf
Der Rivière Opinaca hat seinen Ursprung in dem  378 m hoch gelegenen See Lac Philibert im Zentrum der Labrador-Halbinsel. Er fließt in westlicher Richtung durch die Landschaft des Kanadischen Schildes. Bei Flusskilometer 113 befindet sich der Staudamm Digue OA-05 (⊙). Dieser staut gemeinsam mit weiteren Staubauwerken den Rivière Opinaca und den weiter südlich verlaufenden Rivière Eastmain zum Stausee Réservoir Opinaca auf. Unterhalb des Staudamms fließt der Rivière Opinaca weiter nach Westen. Bei Flusskilometer 61 kreuzt die Route de la Baie James mit der Brücke Pont de l’Opinaca (⊙) den Rivière Opinaca. Der Rivière Opinaca trifft schließlich auf den Rivière Eastmain, etwa 30 km vor dessen Mündung in die James Bay.

## Flussableitung
Im Rahmen der Errichtung des Réservoir Opinaca werden die Flüsse Rivière Opinaca und Rivière Eastmain schon vor deren ursprünglichen Zusammenfluss gemeinsam aufgestaut. Ein Großteil des Wassers wird im Rahmen des Baie-James-Wasserkraftprojekts nach Norden zum Réservoir Robert-Bourassa umgeleitet.

## Abflusspegel
- Rivière Opinaca am Pegel oberhalb des Rivière Giard-2 – hydrographische Daten bei R-ArcticNET  – Pegelmessung 1960–1976